# Rosina Nikolowa
Rosina Nikolowa (bulgarisch Росина Николова, englisch Rosina Nikolova; * 6. August 2006) ist eine bulgarische Leichtathletin, die sich auf den Mittelstreckenlauf spezialisiert hat.

## Sportliche Laufbahn
Erste internationale Erfahrungen sammelte Rosina Nikolowa im Jahr 2022, als sie bei den U20-Balkan-Hallenmeisterschaften in Belgrad in 2:26,06 min den neunten Platz im 800-Meter-Lauf belegte und mit der bulgarischen 4-mal-400-Meter-Staffel in 4:05,70 min den vierten Platz belegte. Im Juni gelangte sie bei den U18-Balkan-Meisterschaften in Bar mit 2:21,35 min erneut auf den neunten Platz über 800 Meter. 2025 belegte sie bei den U20-Balkan-Hallenmeisterschaften in Sofia in 56,51 s den sechsten Platz im 400-Meter-Lauf und erreichte mit der Staffel mit 3:49,64 min Rang vier. Im Juli gewann sie dann bei den U20-Balkan-Meisterschaften in Craiova in 2:11,52 min die Bronzemedaille über 800 Meter, ehe sie bei den Balkan-Meisterschaften in Volos in 2:09,22 min Zweite im B-Lauf wurde.
2025 wurde Nikolowa bulgarische Hallenmeisterin im 800-Meter-Lauf.

## Persönliche Bestleistungen
- 400 Meter: 55,87 s, 22. Februar 2025 in Sofia
- 800 Meter: 2:09,22 min, 26. Juli 2025 in Volos
  - 800 Meter (Halle): 2:12,22 min, 23. Februar 2025 in Sofia